# Peix mandarí

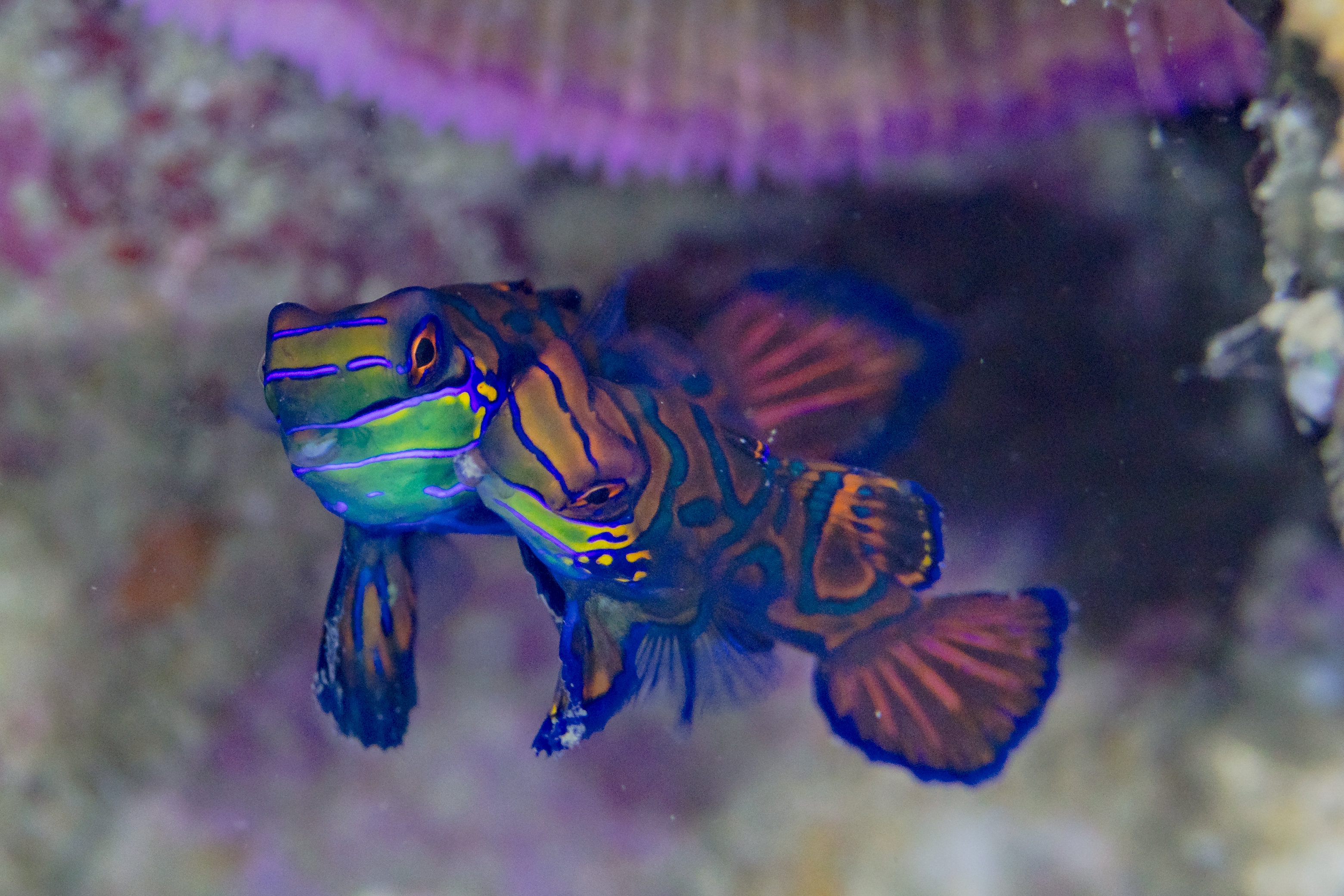
Aparellament

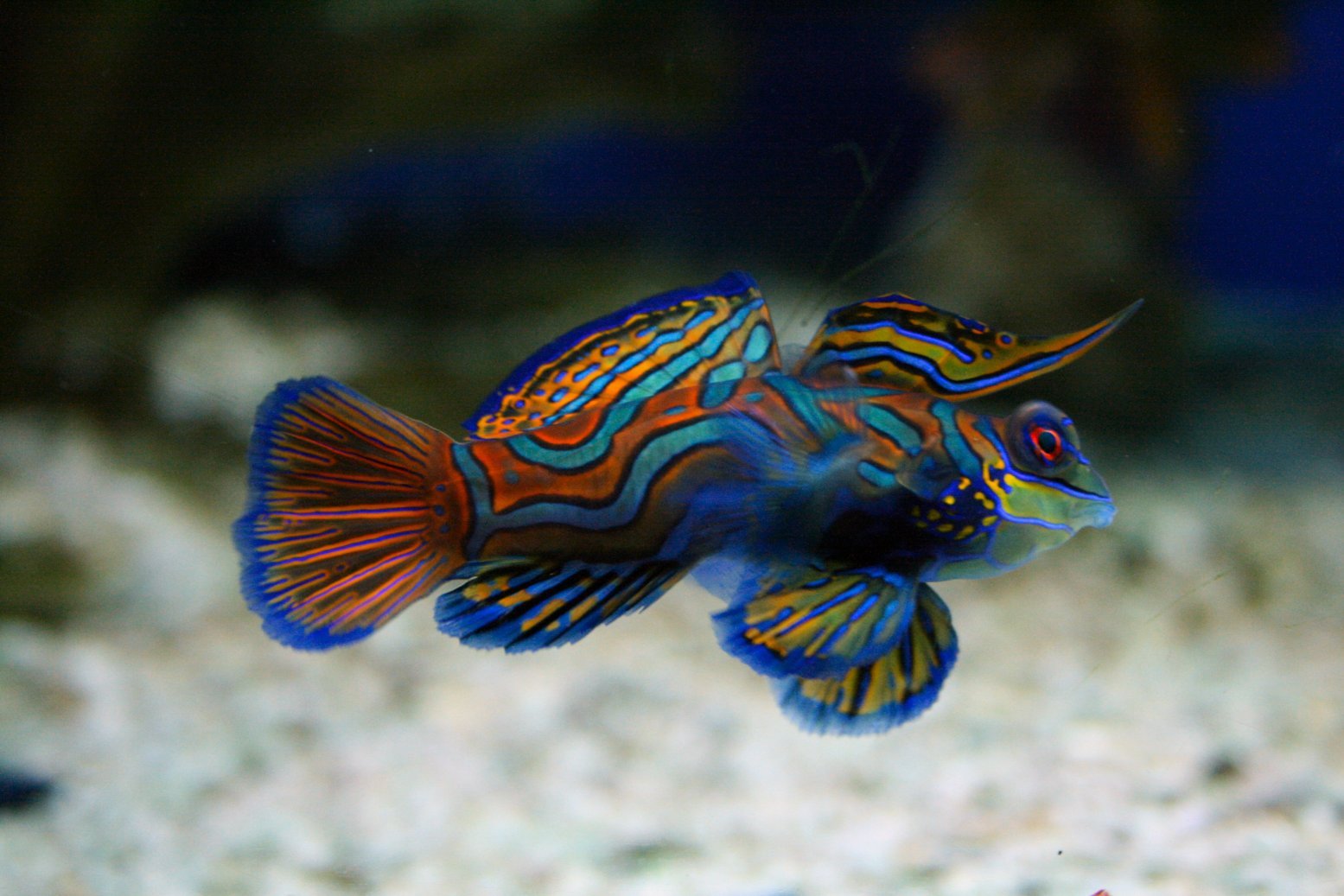
Peix mandarí

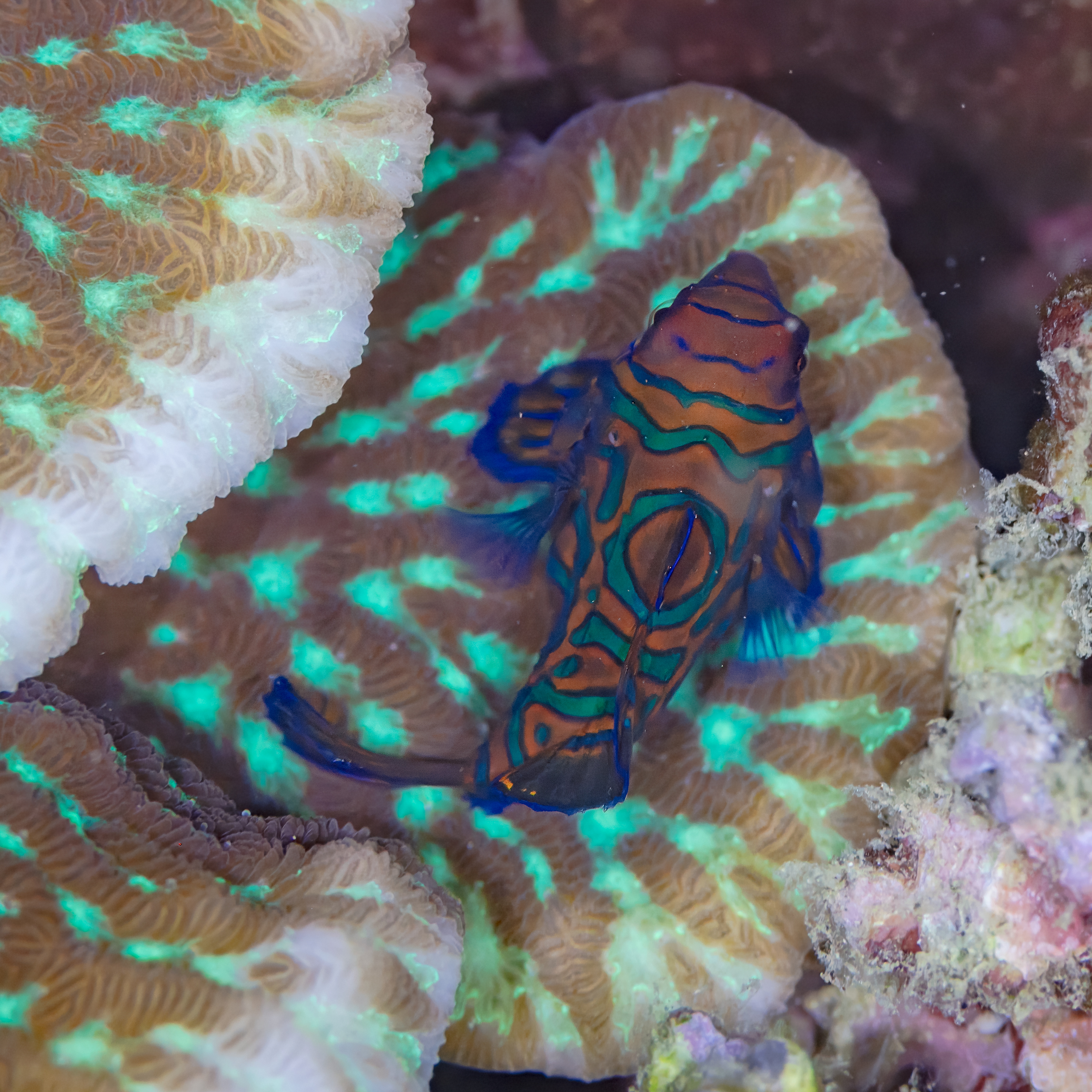
Vista superior d'un exemplar mascle

El peix mandarí (Synchiropus splendidus) és una espècie de peix de la família dels cal·lionímids i de l'ordre dels perciformes. que es troba des de les Illes Ryukyu fins a Austràlia.
Els mascles poden assolir 6 cm de longitud total.
És un peix marí, de clima tropical (24 °C-26 °C) i associat als esculls de corall que viu entre 1-18 m de fondària.
És inofensiu per als humans i ha estat criat en captivitat, ja que és una espècie popular en aquariofília.